# The Edgewater

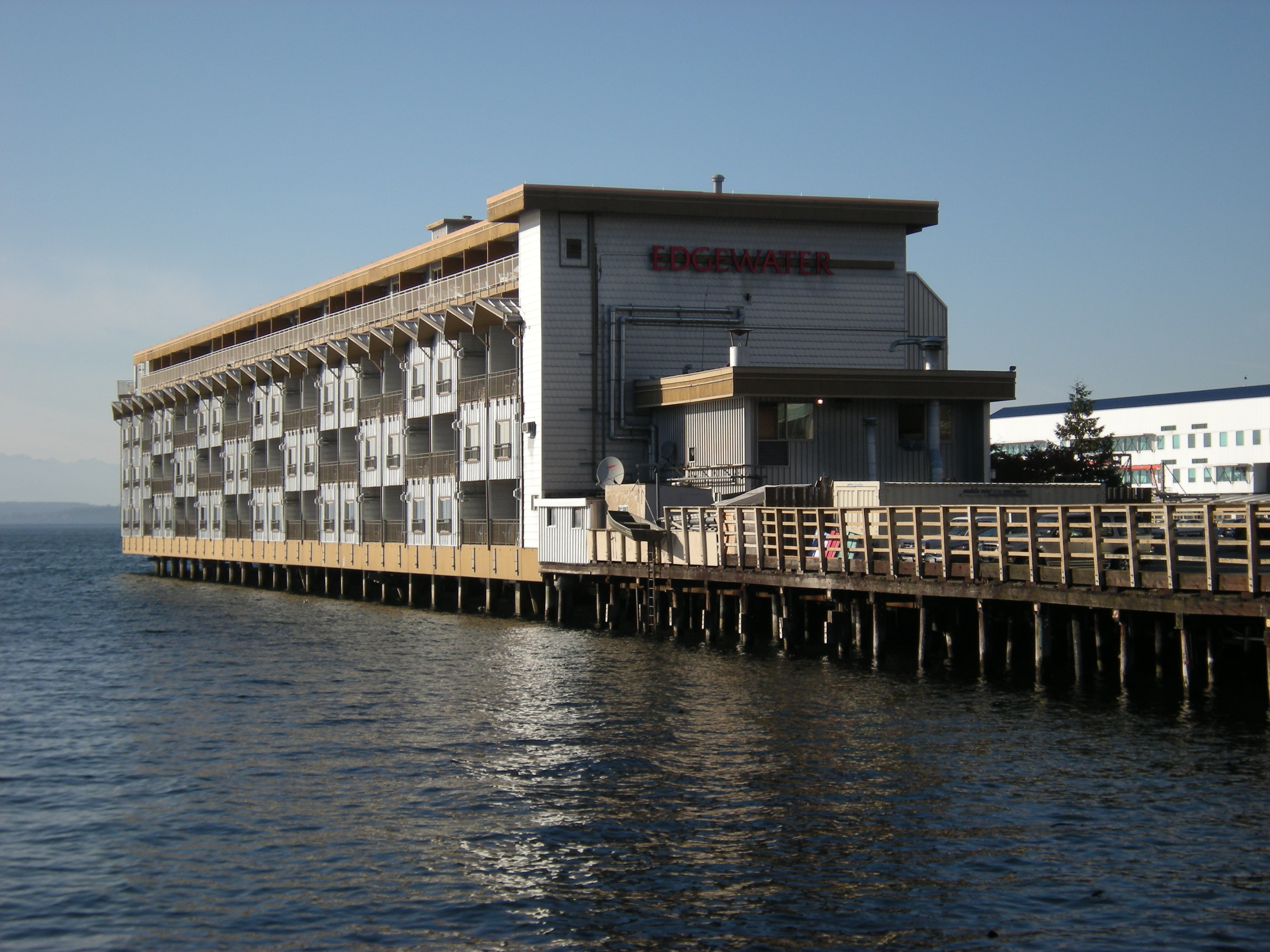
The Edgewater (2008).

The Edgewater (anteriormente Edgewater Inn e, brevemente, inicialmente quando construído, Camelot) é um hotel de quatro andares e 223 quartos em Seattle, Washington. Está localizado no Central Waterfront em um píer sobre a Baía de Elliott (a baía do estuário de Puget) e é o único hotel sobre a água, e à beira-mar na área de Seattle. Pouco depois de ser construído, alterações de zoneamento litoral imediaram a construção de novos hotéis em cais. Em seus primeiros anos, o hotel anunciava na sua elevação ao norte que você poderia ter "o peixe no seu quarto."
O hotel é especialmente famoso por sediar os Beatles quando eles visitaram Seattle, em 1964, no auge da Beatlemania. Por causa da conexão dos Beatles com o hotel, há uma suíte da banda com temática e o hotel já recebeu vários eventos relacionados aos Beatles e tributos nos últimos anos. Outros convidados famosos incluem o Led Zeppelin (que foram banidos do hotel após a sua segunda estadia infame, veja o "episódio do tubarão"), os Rolling Stones, Frank Zappa, e o presidente dos Estados Unidos, Bill Clinton. No entanto, Robert Plant foi recebido de volta no hotel durante seu recente concerto em Seattle. O Edgewater é também um local de filmagem no episódio da 3ª temporada "It Happened in Juneau" de Northern Exposure, de 1993.
O hotel situa-se no local onde uma vez foi o Galbraith-Bacon Pier, rebatizado Pier 67, durante a Segunda Guerra Mundial. Ele também incorpora parte da área do antigo Pier 68 (o Booth Fisheries Pier). Ambos os velhos pilares foram demolidos para a construção do hotel. O hotel foi originalmente planejado para abrir a tempo para a Exposição do Século XXI, a feira mundial de Seattle em 1962. Originalmente chamado de Camelot, ele logo se tornou o Edgewater Inn (mais recentemente, apenas The Edgewater).
O Edgewater fica parcialmente em terras de propriedade do Estado. Um contrato de locação por parte do Estado foi renovado em 1988 e é válido até 2018. A partir de 2008, pagou ao Estado uma renda de 330.000 dólares por ano, ou 3 por cento da receita bruta do hotel, o que é maior. O contrato de arrendamento exige que os proprietários do hotel passem um mínimo de 2 milhões de dólares, em manutenção e reforma a cada cinco anos.
Os arquitetos originais eram John Graham & Co. Houve duas remodelas significativas: um em 1969 por James Barrington (Arcadia, Califórnia) e outro em 1990 pela Parceria Callison de Seattle.
O Edgewater é de propriedade da Noble House Hotels & Resorts, cujos 14 hotéis (em 2006) incluem também o Hotel Deca (ex-Edmond Meany Hotel, Universidade Tower Hotel) no Distrito Universitário de Seattle.